# Opération Moolah

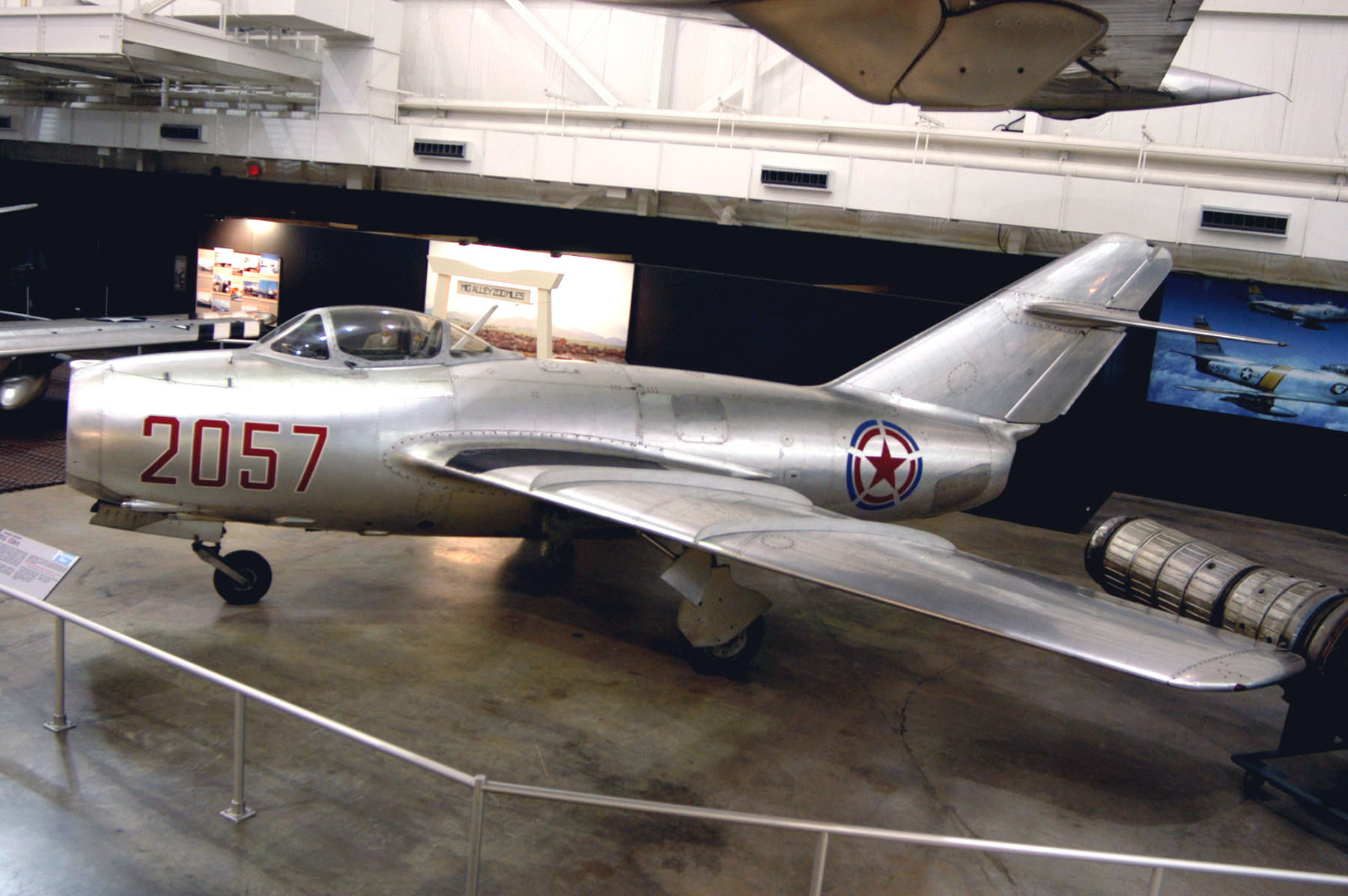
Le MiG-15 du lieutenant No Kum-sok, exposé dans la Korean War Gallery au National Museum of the United States Air Force, à Dayton dans l'Ohio.

L'opération Moolah (en anglais : « Operation Moolah ») était une tentative de la United States Air Force, pendant la guerre de Corée, d'obtenir par le biais de la défection un chasseur MiG-15 complet et opérationnel.
Les forces communistes introduisirent le MiG-15 en Corée le 1er novembre 1950. Les pilotes de l'US Air Force rapportèrent que les performances de l'avion soviétique étaient supérieures à celles de tous les avions que pouvaient lui opposer les Nations unies, y compris la dernière acquisition en date de l'armée de l'air américaine, le F-86 Sabre. L'opération avait comme objectif d'influencer les pilotes communistes pour les pousser à faire défection vers la Corée du Sud avec un MiG, en échange d'une substantielle récompense financière. Le succès de l'opération reste assez discutable, car aucun pilote communiste ne déserta avant la signature de l'armistice de Panmunjeom, le 27 juillet 1953. Toutefois, le 21 septembre 1953, le pilote nord-coréen No Kum-sok vola avec son MiG-15 en direction de la base aérienne de Kimpo, en Corée du Sud, sans toutefois avoir été au courant de l'opération Moolah.

## Contexte

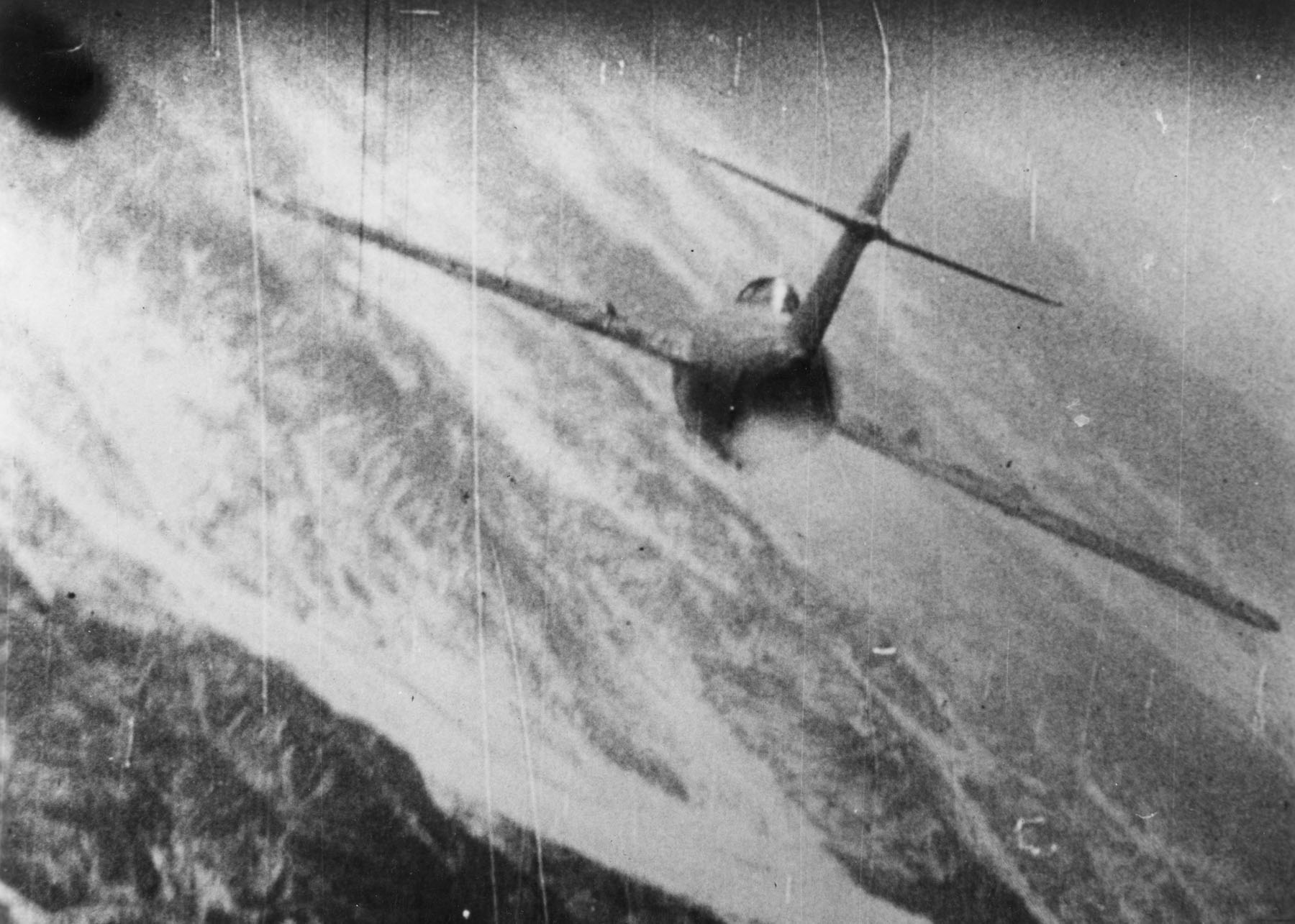
Cliché de cinémitrailleuse montrant un MiG-15 attaqué par un chasseur de l'US Air Force.

L'apparition du chasseur soviétique MiG-15 au-dessus de la péninsule coréenne, en novembre 1950, fut initialement décrite comme ayant placé les avions des Nations unies dans une position délicate, en particulier le F-86 de l'United States Air Force. En combat aérien (dogfight), le MiG surclassait le F-86, avec une accélération initiale plus importante, et pouvait le distancer en plongeant en piqué. L'avion soviétique était également plus manœuvrable au-dessus de 10 000 m, mais le F-86 était plus agile en dessous de cette altitude. Le MiG-15 était également armé d'un canon automatique Nudelman N-37 (en) de 37 mm, un calibre très important qui pouvait sans difficulté abattre les bombardiers américains. Les stratèges militaires des États-Unis au Strategic Air Command (SAC) étaient au courant de l'existence de ce canon, mais n'en savaient pas beaucoup plus au sujet des aspects techniques de l'avion, y compris ses performances en vol. Vers la fin de la guerre, les forces aériennes des Nations unies avaient récupéré l'avantage sur les MiG en raison de tactiques, de techniques et de procédures plus avancées et plus efficaces, ainsi que grâce à l'emploi de pilotes mieux entraînés, de Sabres améliorés, mais aussi et surtout grâce au retrait des pilotes soviétiques de leur engagement dans le conflit.
La présence du MiG-15 au-dessus de la Corée du Nord mena les américains à suspecter un engagement de l'Union soviétique dans la guerre de Corée. Les pilotes de l'US Air Force rapportèrent avoir entendu des paroles en russe sur les fréquences radio utilisées par les MiG. Avant la découverte de l'avion en novembre 1950 par les pilotes de l'USAF, les régiments de MiG-15 soviétiques étaient stationnés au district de défense aérienne de Moscou, une formation des forces aériennes soviétiques ayant pour objectif de protéger la capitale russe d'un éventuel bombardement de l'OTAN.
Quelques prisonniers de guerre occidentaux rapportèrent avoir parlé aux pilotes soviétiques lorsqu'ils étaient en captivité en Corée du Nord. D'après le général Mark Wayne Clark, le commandement des Nations unies en Corée disposait de suffisamment de renseignements pour affirmer que les Soviétiques étaient en train de louer dans le secret leurs pilotes en soutien aux forces de la Corée du Nord. D'après le lieutenant No Kum-Sok, en février 1951 une demi-douzaine de pilotes des forces aériennes soviétiques rendirent visite aux pilotes nord-coréens à leur base aérienne chinoise dans le nord-est, à Jilin. Ces officiers en uniforme étaient là-bas pour enquêter sur les capacités des pilotes nord-coréens et déterminer s'ils étaient assez compétents pour piloter le nouveau MiG-15. En mars, la 324e division aérienne de chasse soviétique, dirigée par le colonel Ivan Kojedoub, se déploya à Jilin et commença à entraîner une première série de pilotes nord-coréens sur le MiG-15. Un mois plus tard, les mêmes pilotes russes engagèrent des combats au-dessus du territoire nord-coréen, bien qu'au niveau international leur engagement ne soit jamais annoncé officiellement.
Les Soviétiques allèrent très loin dans leur tentative de cacher leur engagement dans la guerre, allant jusqu'à peindre des insignes chinois et nord-coréens sur leurs appareils. À la fin de la guerre, les Russes avaient fourni la moitié des avions et 5 000 pilotes en soutien à l'effort communiste contre les Nations unies.

## Origines

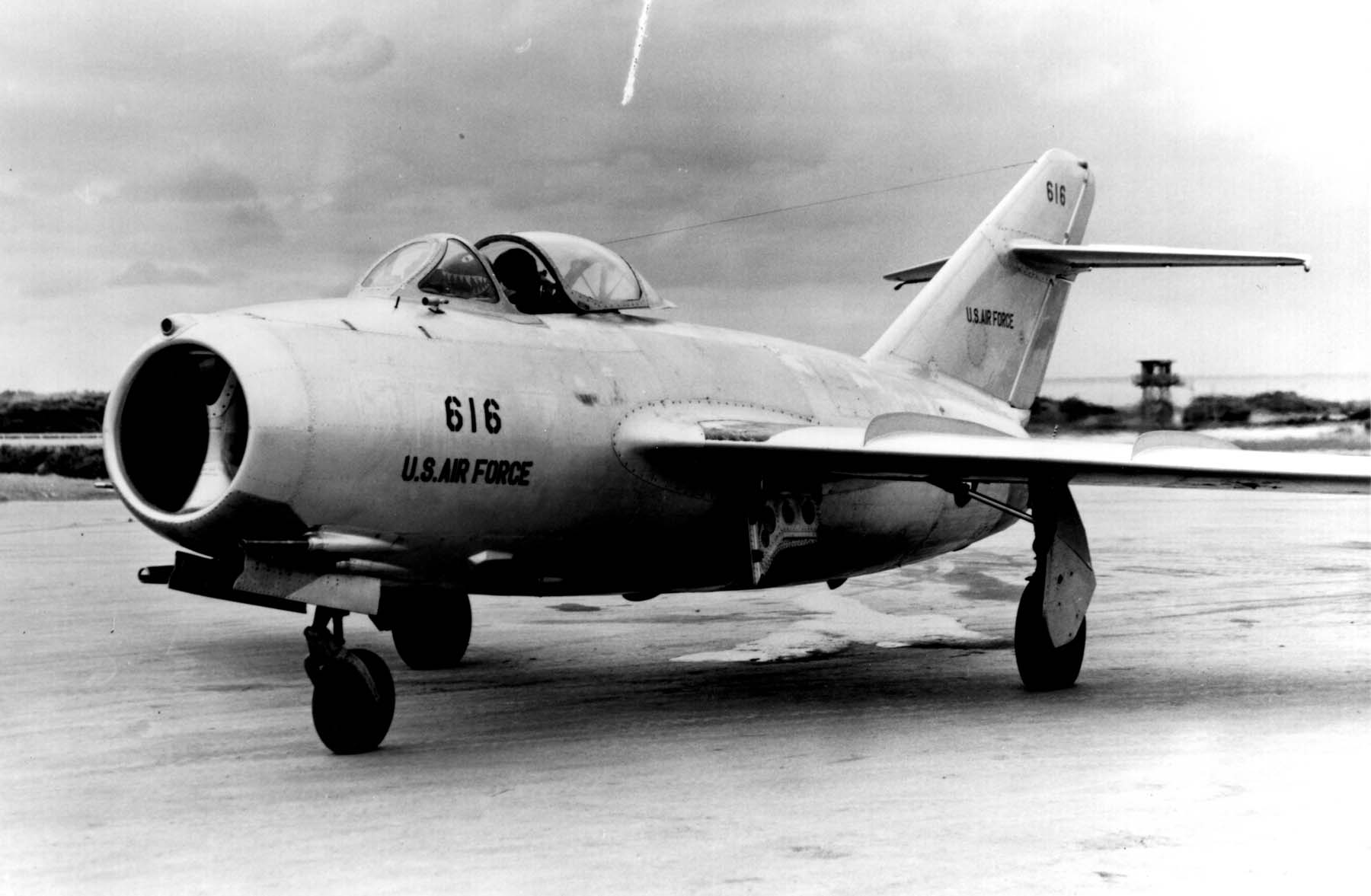
Le MiG-15 livré par No Kum-sok à l'United States Air Force.

Les affirmations divergent au sujet de l'origine de l'opération Moolah. D'après Alan Abner, l'idée de l'opération émana de son bureau à l'Army's Psychological Warfare Branch, la branche chargée de la guerre psychologique de l'armée américaine, à Washington. D'après les rapports de renseignements qu'ils avaient reçus, l'insatisfaction parmi les pilotes de la force aérienne soviétique, au prix même parfois de désertions par des pilotes mécontents, mena les militaires américains à penser que de possibles désertions dans un futur proche seraient envisageables et pourraient constituer une chose intéressante. Leur plan mit en avant une offre de 100 000 dollars pour l'obtention d'un MiG-15 et l'asile politique pour le pilote qui le livrerait aux Nations unies. Ce projet fut déclaré top secret et nécessitait que l'offre soit transmise par des rumeurs à travers les rangs des forces communistes, pour s'assurer que l'offre ne puise pas être attribuée aux Américains. Le plan fut présenté au Pentagone un lundi, et le samedi suivant, fut publié dans le Washington Post avec le titre : « Le général Mark Clark offre une récompense de 100 000 dollars américains  (955 597 dollars actuels) pour un avion russe ». Abner fut déçu car l'article ne mentionnait pas que son organisation avait conçu le plan.
Une deuxième version de l'histoire vient du général Mark W. Clark. D'après lui, l'origine de l'opération Moolah serait venue d'un correspondant de guerre en relation proche avec le général, mais non identifié dans son livre From the Danube to the Yalu. Le correspondant de guerre aurait développé l'idée de la métaphore de la « silver bullet » (balle d'argent), et son effet sur les Chinois au début de l'année 1952. Il aurait ensuite développé et écrit une interview fictive entre un « anonyme » et un général de l'Air Force fictif suggérant la récompense liée au MiG. La Far East Air Forces (FEAF), dirigée depuis Tokyo, aurait reçu l'interview fictive et pensé que l'idée méritait un certain intérêt, et l'aurait transmise ensuite au département de la Force aérienne, à Washington. L'idée aurait circulé au Pentagone et au département d'État, avant d'être retransmise à Clark, du département de l'Armée, via un message reçu en novembre 1952.
D'après Herbert Friedman, le correspondant non identifié était Edward Hymoff, le chef de bureau de l'International News Service et ancien vétéran de l'Office of Strategic Services (OSS) pendant la Seconde Guerre mondiale, qu'il avait interviewé. Une autre source attribue l'idée au major Donald Nichols, officier commandant le 6004th Air Intelligence Service Squadron.

## Exécution

### Préparation et réflexions

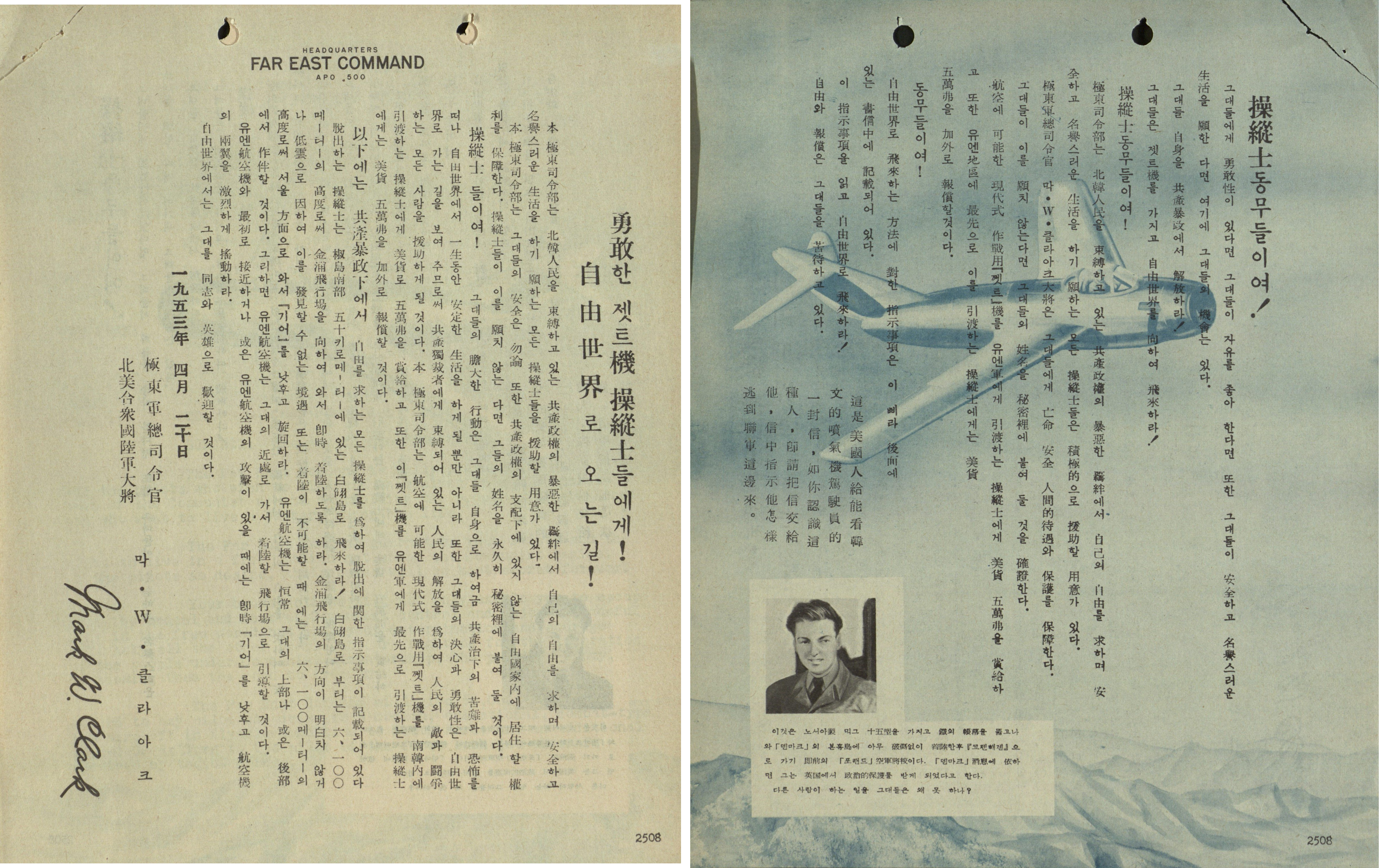
Tract de propagande de l'opération Moolah, promettant une récompense de 100000 $ au premier pilote nord-coréen à livrer un MiG-15 soviétique aux forces des Nations unies.

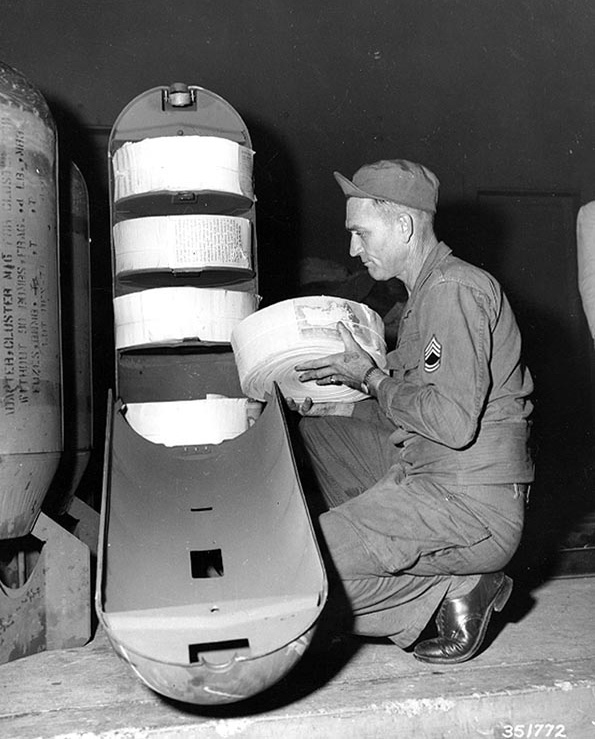
Le sergent de Furl A. Krebs charge un adaptateur/conteneur M16A1 à l'imprimerie du Far Eastern Command (FEC), à Yokohama, au Japon. L'adaptateur en forme de bombe contenait 22500 tracts de guerre psychologique de 5 x 8 pouces.

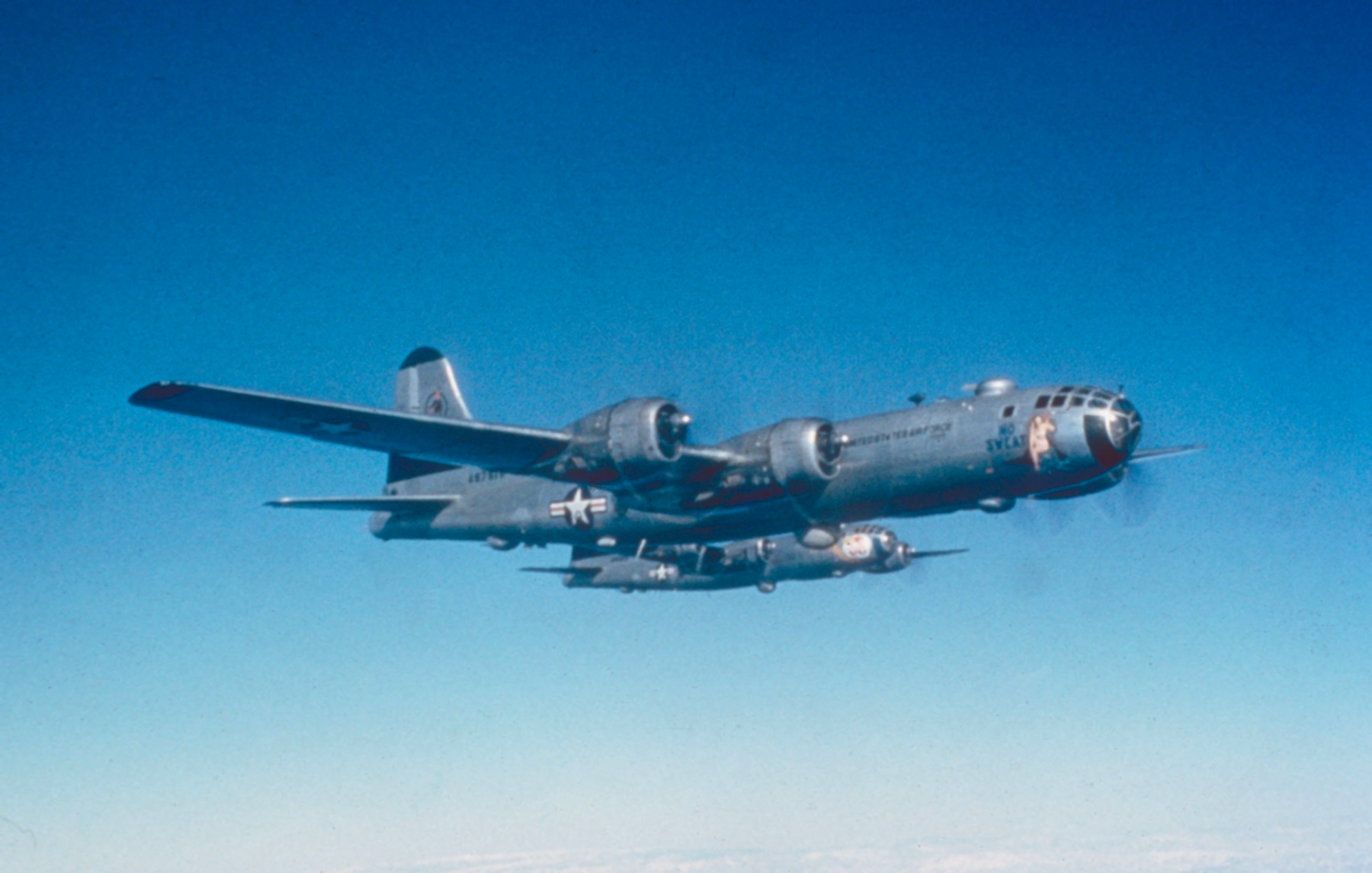
B-29 Superfortress en vol au-dessus de la Corée.

Le 20 mars 1953, le Joint Chiefs of Staff approuva le plan. L'opération fut ensuite transmise le 1er avril 1953 au Joint Psychological Committee à la Far East Air Force à Tokyo, au Japon, où il fut approuvé et du personnel affecté à sa réalisation, puis présenté à Clark. Il nomma le plan « opération Moolah ». Le plan offrait une récompense de 50 000 dollars pour n'importe-quel pilote amenant un MiG-15 parfaitement opérationnel en Corée du Sud. Le premier pilote à déserter était récompensé par une récompense de 50 000 dollars supplémentaire. le plan prévoyait également un asile politique complet, une réinstallation dans un pays non-communiste, et l'anonymat si désiré par le pilote.
Si une telle défection arrivait, la valeur idéologique serait significative pour les forces des Nations unies. Pour l'audience globale, la défection du pilote aurait été articulée autour du fait que le pilote se serait échappé des périls du communisme et d'un régime totalitaire pour retrouver la liberté en Corée du Sud. L'opération aurait également créé de l'agitation et de l'inquiétude en Corée du Nord et en Chine, et aurait instauré un climat de méfiance parmi et envers les pilotes. Une défection soviétique aurait apporté des renseignements vitaux et aurait démontré que l'Union soviétique était un participant actif dans la guerre. Les forces occidentales auraient surtout également eu l'opportunité de tester les capacités du MiG-15 et d'établir des procédures et des tactiques réduisant considérablement ses avantages techniques sur le F-86 Sabre.
Les négociations d'armistice entre les forces communistes et les Nations unies débutèrent le 26 avril. Clark publia l'offre de l'opération Moolah le 27, afin de coïncider avec l'opération Little Switch. L'opération Little Switch était l'échange de prisonniers de guerre malades et blessés entre les forces des Nations unies et les forces communistes. Le timing était intentionnel, parce-que les États-Unis et le président sud-coréen Syngman Rhee ne parvinrent pas à se mettre d'accord sur les conditions de l'armistice. L'intention de l'opération Moolah était de décourager les soldats communistes capturés de retourner en Corée du Nord ou en Chine. L'effet était de démontrer que les prisonniers de guerre communistes étaient mieux traités sous la garde des forces des Nations unies et qu'ils ne voulaient plus revenir sur leurs terres natales.

### Mise en place de l'opération
Le général Clark annonça l'offre le 27 avril 1953 via une transmission radio sur ondes courtes. La transmission, traduite en coréen, mandarin, cantonais et Russe, fut diffusée par quatorze stations radio au Japon et en Corée du Sud vers la Corée du Nord et la Chine. Clark annonçait :

« …pour tous les pilotes courageux qui veulent se libérer du joug communiste et démarrer une nouvelle, meilleure vie avec un honneur propre […] Il vous sera garanti un refuge, une protection, des soins et de l'attention. Si les pilotes le désirent, leurs noms seront gardés secrets pour toujours…, »

La nuit du 26 avril 1953, deux bombardiers B-29 Superfortress larguèrent 1,2 million de tracts sur les bases communistes dans le bassin du fleuve Yalou. Ces tracts étaient écrits en russe, chinois et coréen. D'après le général Clark, les avions des Nations unies n'eurent plus aucun contact visuel avec les MiG pendant les huit jours qui suivirent le 26 avril, jour du largage des tracts. Même si la météo pourrait en fait avoir été un facteur important de cette absence de MiGs pendant cette période, il pensait que les tracts avaient eu un effet direct et que les leaders militaires communistes avaient commencé à se protéger des pilotes politiquement peu fiables. En parallèle, immédiatement après le largage des tracts en avril, un émetteur radio dont l'emplacement ne put jamais être découvert commença à brouiller toutes les diffusions en russe de l'offre de Clark concernant le MiG-15. Étonnamment, les diffusions faites en chinois et coréen ne furent par contre pas affectées par ce brouillage.
La nuit du 10 mai, les B-29 américains retournèrent larguer 40 000 tracts supplémentaires au-dessus des bases aériennes de Sinŭiju et Uiju. Les Nations unies diffusèrent le même message que celui diffusé par le général Clark en avril, traduit en russe, chinois et coréen. La manœuvre fut réitérée le 18 mai, avec 90 000 tracts supplémentaires,.

### Des résultats plutôt mitigés
Les rumeurs affirmaient que les vols de MiG-15 avaient drastiquement diminué, voire complètement cessé, après le largage de tracts du mois d'avril et la diffusion de messages sur l'offre par la radio. Toutefois, même s'il fut rapporté que les sorties de MiG furent suspendues pendant huit jours, une grosse formation de 166 MiGs fut repérée le 30 avril. 30 MiG-15 furent aperçus le 1er mai, 44 le 2 mai, et du 3 au 7 aucun ne fut aperçu, presque certainement en raison d'une météo défavorable. Un changement notable fut la livrée appliquée sur les appareils communistes. Avant le 27 avril, tous les avions communistes portaient des marquages chinois et nord-coréens. Le 27 mai le leader nord-coréen Kim Il-sung donna une allocution radio aux « héros » de la force aérienne nord-coréenne, leur informant qu'ils devraient assurer un rôle plus important dans la défense de l'espace aérien nord-coréen. Kim exhorta également ses compatriotes à assurer la discipline militaire et l'équipement fut renforcé pour assurer une victoire contre les forces de l'OTAN.
D'après le lieutenant No Kum-sok, le pilote ayant fait défection après la fin de la guerre de Corée, son vice-commandant de bataillon, le capitaine Kim Jung-sup, fut convoqué début mai 1953 à Sinuiju, siège des quartiers généraux nord-coréens, pour une durée d'une semaine. Le but de ce voyage demeura inconnu pour Kum-sok, mais des rumeurs dans les chaînes de commandement établirent que le lieutenant Kum-sok faisait l'objet d'une enquête mettant en cause sa loyauté envers le régime communiste. Coïncidant avec la mort du président du Conseil des ministres de l'URSS communiste Joseph Staline, le 5 mars 1953, ainsi que la perte significative d'avion russes, l'Union soviétique retira ses pilotes de l'engagement en Corée et les rappela en Russie. L'Union soviétique employa les grands moyens pour dissimuler son engagement dans la guerre du Corée. Les pilotes russes durent apprendre le mandarin afin de tromper les pilotes des Nations unies. Après le 27 avril les pilotes de l'USAF notèrent qu'ils n'entendirent plus aucune communication en russe sur les communications entre les pilotes soviétiques de MiG-15.
Entre les 8 et 31 mai, 56 MiG-15 furent détruits, pour une seule perte de F-86 pendant cette même période. Les pilotes de l'USAF notèrent que les pilotes communistes qui repéraient des avions américains volant près de leur espace aérien sautaient directement de leur avion avant même de tenter le moindre engagement, afin de s'assurer de rester en vie. Le général Clark reçut des rapports sur le niveau très médiocre des pilotes communistes après les largages de tracts de l'opération Moolah. Il s'agissait de leurs plus mauvaises démonstrations de pilotage de tout le conflit. Les pilotes communistes effectuèrent moins de sorties dans les 90 jours suivant l'opération Moolah que dans les 90 jours précédant le premier largage de tracts. Les pilotes des Nations unies abattirent 155 MiG-15 pendant cette période, au prix de la perte de seulement trois F-86.
L'armistice de Panmunjeom fut signé le 27 juillet 1953, mettant fin à toutes les opérations de combat. Aucun pilote n'avait déserté vers la Corée du Sud. L'efficacité de l'opération Moolah reste assez difficile à évaluer. En effet, même si les forces des Nations unies n'avaient pas obtenu le moindre MiG-15, l'opération avait quand-même eu quelques effets résiduels sur les forces communistes. Certaines preuves semblent indiquer que les Soviétiques craignaient une défection de leurs pilotes, bien plus même que les régimes chinois ou coréen. Les rapports de renseignement américains indiquent que de nombreux films ont été présentés aux spectateurs des zones orientales lointaines de l'Union soviétique, décrivant l'échec des agents de renseignement américains à soudoyer l'équipage et les passagers d'un avion tchèque pour le faire « passer à l'Ouest ». Il semblerait que les Russes avaient réellement peur que la récompense proposée par les États-Unis puisse encourager la défection de la part d'aviateurs des pays extérieurs du pacte de Varsovie.
Les tracts utilisés dans l'opération Moolah portaient la photo du lieutenant Franciszek Jarecki, qui avait effectué un vol avec son SB Lim-2 (MiG-15UTI, une version d'entraînement produite sous licence) depuis la Pologne pour demander l'asile politique au Danemark, en mars 1953.

## Conséquences

### La défection

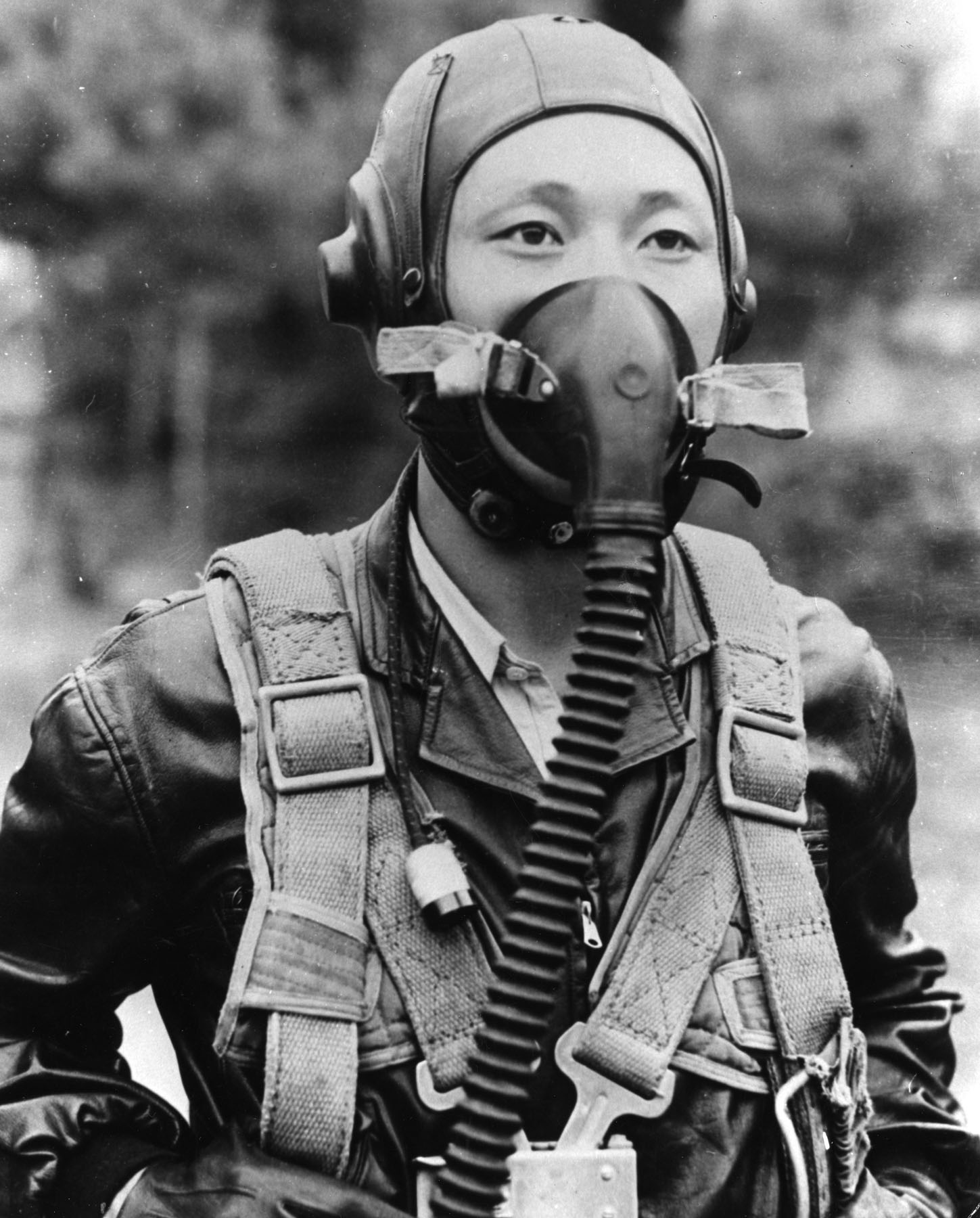
Le lieutenant pilote de MiG-15 No Kum-sok, photographié en 1953 portant la tenue de vol nord-coréenne typique.

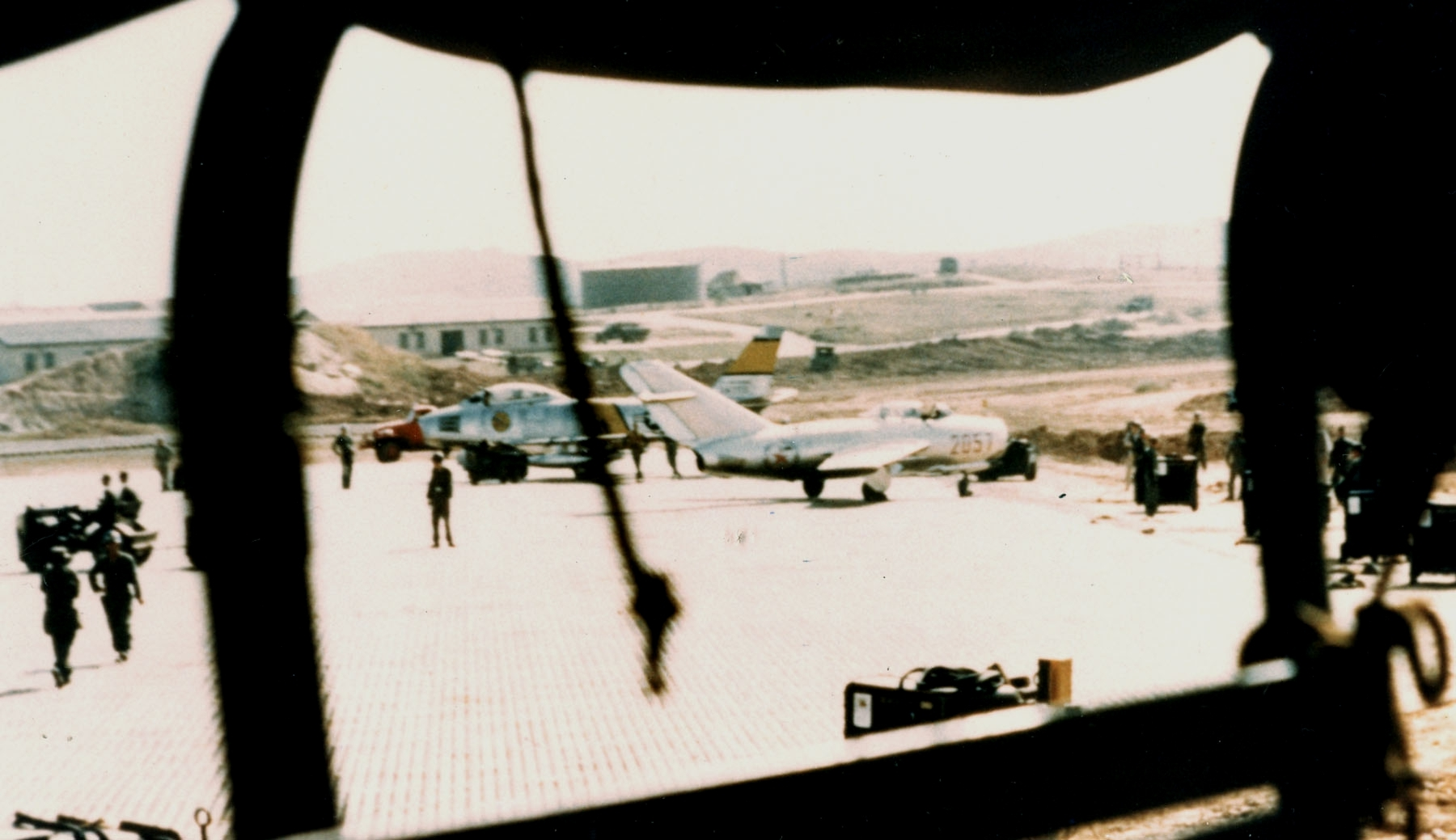
Le MiG-15 de No Kum-sok, quelques minutes après son atterrissage à Kimpo.

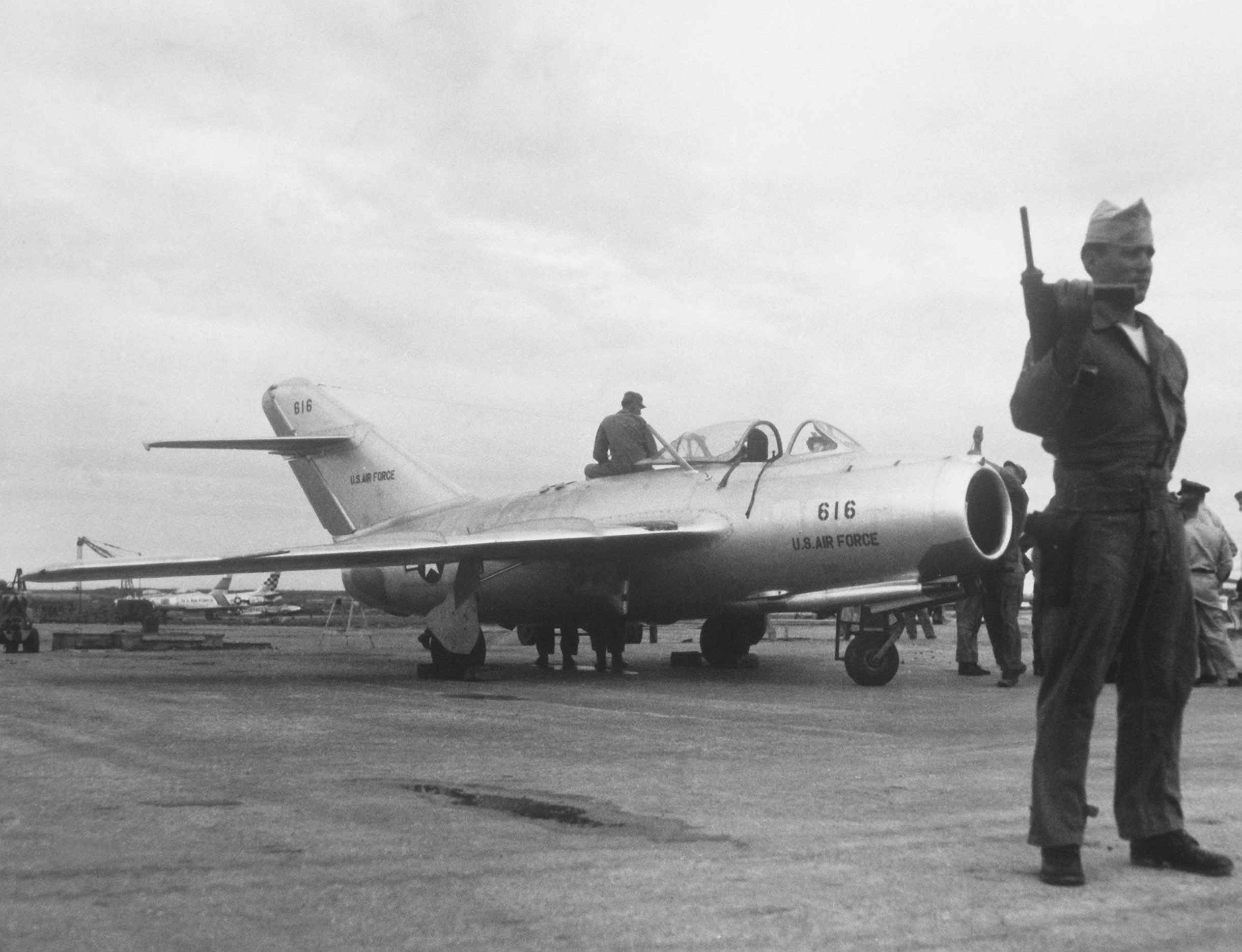
Repeint aux couleurs et marquages de l'USAF, le MiG-15 fut placé sous bonne garde en l'attente de vols de test à Okinawa.

Tôt dans la matinée du 21 septembre 1953, le lieutenant No Kum-sok décolla avec un MiG-15bis, numéroté « Rouge 2057 » et appartenant au second régiment de la Force aérienne populaire de Corée. Il partit de la base aérienne de Sunan, près de Pyongyang en Corée du Nord, et atterrit avant 10 h 0 sur la base aérienne de Kimpo, en Corée du Sud. Il fut immédiatement emmené vers les quartiers généraux de la base pour y être interrogé et effectuer une visite médicale. Peu après, il fut transporté par hélicoptère vers une base militaire américaine isolée à Oryu-dong, près de Séoul, où les bureaux de renseignement de la 5e Air Force (Fifth Air Force Intelligence Office) étaient situés. Son avion fut désassemblé et chargé dans un C-124 Globemaster II, puis envoyé le jour suivant à la base aérienne de Kadena, sur Okinawa.
Le matin suivant, les quotidiens sud-coréens rapportèrent la défection d'un pilote nord-coréen et sa récompense de 100 000 dollars pour cette action. Kum-sok, cependant, n'était pas au courant de l'opération Moolah et de la récompense associée. Il fut plus tard conseillé par la Central Intelligence Agency (CIA) de refuser la récompense financière, en échange d'une scolarité complète payée dans un lycée américain de son choix.

### Doutes sur la réelle efficacité de l'opération
Le président Dwight D. Eisenhower n'avait pas donné son soutien à l'opération Moolah. Il trouvait immorale l'idée d'offrir de l'argent à un déserteur et était inquiet de la réaction nord-coréenne à cet événement, au vu des difficultés endurées à obtenir un accord d'armistice entre les deux pays. Un de ses gestionnaires de la CIA était Larry Chin, qui fut arrêté par le FBI en 1985 pour espionnage. À la suite de la Défection de Kum-sok, cinq de ses camarades pilotes furent exécutés.
D'après Kum-sok, la récompense n'aurait en fait motivé aucun pilote nord-coréen à déserter son pays, et pour de nombreuses raisons. La première était que l'offre rendue disponible en avril 1953 fut diffusée par des tracts largués au-dessus des bases nord-coréennes situées autour du fleuve Yalou. Toutefois, à ce moment de la guerre, tous les pilotes de MiG-15 russes, chinois et nord-coréens étaient stationnés en Mandchourie, donc il était très peu probable que le moindre pilote de MiG-15 puisse tomber sur l'un de ces tracts. Deuxièmement, même si l'US Air Force avait largué des tracts sur la Mandchourie, un pilote nord-coréen n'aurait pas cru à l'authenticité de l'offre proposée sur ces papiers. De plus, les pilotes nord-coréens n'avaient globalement aucune idée du cours du dollar et du pouvoir d'achat qu'il pouvait offrir. En fait, si l'opération Moolah avait simplement garanti la liberté et un travail aux États-Unis, cette offre aurait très certainement été perçue comme étant bien plus attrayante.

### Analyse de l'avion par l'USAF
Même si elle ne fut pas directement influencée par l'opération Moolah, la défection du pilote nord-coréen permit à l'USAF d'examiner l'avion jusque dans ses moindres recoins, mais également d'avoir un aperçu assez fiable de l'état des forces aériennes du nord. Pendant plusieurs mois après l'obtention du MiG, Kum-sok répondit à de très nombreuses questions concernant l'armée nord-coréenne et le soutien qu'elle avait reçu de l'Union soviétique et de la Chine. Il fournit également de précieux conseils aux pilotes d'essais américains avant leur évaluation de l'appareil sur base japonaise de Kadena. Les pilotes d'essais étaient le major Chuck Yeager et le capitaine Harold « Tom » Collins, tous deux sous la supervision du major général Albert Boyd (en), le commandant du centre de développement aérien Wright (Wright Air Development Center). Le major Yeager déclara plus tard :

« Faire voler le MiG-15 est la situation la plus exigeante à laquelle j'aie jamais dû faire face. C'est un avion bizarre, qui a tué beaucoup de ses pilotes,. »

Les tests du MiG-15 durèrent onze jours. Ils révélèrent que l'avion était un chasseur raisonnablement bon, mais qu'il manquait de la sophistication technologique dont étaient équipés les appareils américains, comme le F-86. Yeager parvint à faire voler l'avion à une vitesse de Mach 0,98 avant qu'il ne devienne dangereusement incontrôlable. Alors que le MiG-15 avait vraiment une vitesse ascensionnelle et un plafond opérationnel plus élevés que ceux du F-86, il souffrait cependant de problèmes d'oscillation, de pressurisation peu efficace, de décrochages soudains à hautes vitesses, de vrilles irrécupérables, et d'une pompe à carburant d'urgence particulièrement dangereuse, qui pouvait faire exploser l'avion si elle était improprement activée. Malgré ces gros défauts, Yeager et Collins déterminèrent que le MiG-15 et le F-86 étaient des appareils aux capacités identiques. L'expérience de pilotage et l'entraînement se révélèrent être les facteurs les plus importants pendant les combats aériens. Yeager déclara d'ailleurs à ce sujet :

« Le pilote ayant le plus d'expérience vous bottera les fesses, peu importe ce que vous piloterez, ! »

Après les essais, le MiG-15bis fut à-nouveau démonté et chaque élément fut examiné en détail et évalué par des ingénieurs. Les Américains proposèrent ensuite de rendre l'avion à la Corée du Nord, mais ils n'obtinrent aucune réponse. L'avion fut alors emballé dans des caisses et envoyé vers la base aérienne de Wright-Patterson, près de Dayton, dans l'Ohio, en février 1954. De mars à octobre de la même année, il fut testé à la base aérienne d'Eglin, en Floride. Il vola de très nombreuses fois pour effectuer des comparaisons avec les B-36, B-47, F-84 et F-86, avant de retourner à la base de Wright-Patterson en octobre. Des évaluations plus poussées de l'avion continuèrent jusqu'à ce qu'il soit endommagé par un atterrissage brutal, en 1956. L'avion fut ensuite donné au National Museum of the United States Air Force (NMUSAF) pour y être restauré et exposé. Il y est toujours exposé de nos jours.

## Exemple pour de futures opérations de guerre psychologique

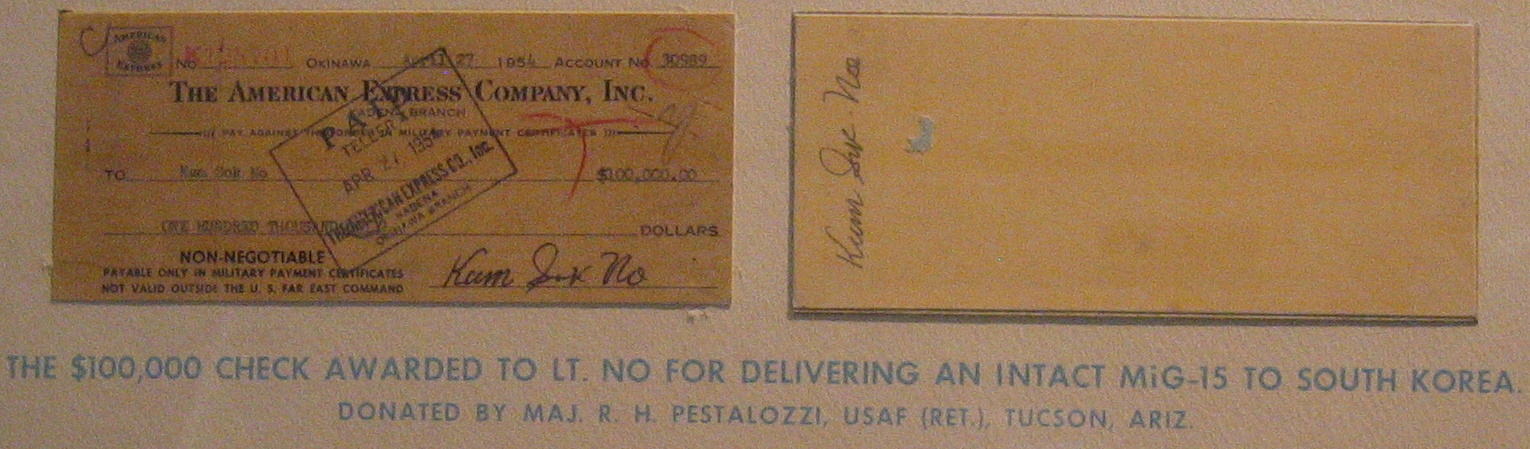
Le chèque de 100000 dollars offert à No Kum-sok en récompense de la livraison de son MiG-15 à la Corée du Sud.

L'opération Moolah fut reproduite de nombreuses fois depuis 1953. Les Kuomintang, Chinois nationalistes, larguèrent des tracts au-dessus du territoire principal de la Chine, offrant de 1 000 à 4 000 onces d'or aux pilotes chinois communistes qui désertaient et arrivaient à Taïwan. Le principe d'attribution des récompenses était des plus simples : plus l'avion livré était moderne, plus le pilote recevait d'or.
En 1966, le Joint Chiefs of Staff approuva l'opération Fast Buck, une parfaite réplique de l'opération Moolah, visant à obtenir un MiG-21 et l'hélicoptère soviétique Mi-6 Hook. Les autres objectifs de cette opération étaient également d'obtenir des renseignements, de forcer le gouvernement du Nord-Viêt Nam à évaluer la loyauté de ses pilotes et de diminuer le nombre de sorties de ses MiG. L'opération Diamond, une opération secrète du Mossad, était similaire à l'opération Fast Buck : un pilote de MiG-21 irakien parvint avec succès à faire défection, et le MiG capturé fut évalué par la force aérienne israélienne, l'US Air Force et l'US Navy.